# Vento di terre lontane
Vento di terre lontane (Jubal) è un film del 1956 diretto da Delmer Daves, con Glenn Ford, Ernest Borgnine e Rod Steiger.

## Trama

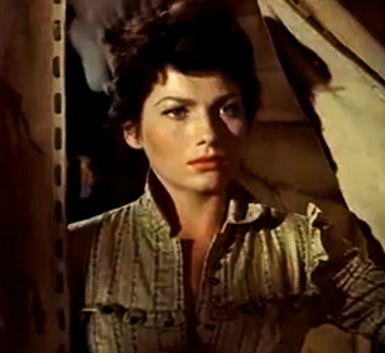
Valerie French nel ruolo di Meg

Il cowboy Jubal Troop, appiedato e in cattive condizioni fisiche, trova rifugio e ristoro nel grosso ranch di Shep Horgan, ove tuttavia egli viene subito preso di mira da Pinky, un mandriano che lo accusa di puzzare troppo di pecora. Shep Horgan è un simpatico ed allegro individuo, che ha una moglie molto bella e molto più giovane di lui, Meg, incontrata in Canada.
Horgan sviluppa subito una grande simpatia per Jubal, a cui offre un lavoro stabile presso il suo ranch. Tuttavia anche Meg non rimane indifferente a Jubal e gli fa capire senza mezzi termini di essersi invaghita di lui. Impressionato dalla bravura di Jubal nel suo lavoro, Horgan lo nomina capo dei mandriani, il che acuisce l'antipatia nei suoi confronti da parte di Pinky, nel quale Horgan non ha fiducia. Jubal respinge le avances di Meg, mentre non è insensibile al fascino di Naomi, una giovane donna al seguito di una carovana di uno sconosciuto gruppo di devoti, che i cowboy di Horgan chiamano rawhiders.
Pinky cerca di cacciare questi fedeli e non gradisce gli interventi di Jubal in loro favore. Jubal ha un unico alleato: un vagabondo di nome Reb, che si era posto al seguito della carovana. Con la raccomandazione di Jubal, Reb viene assunto per lavorare nel ranch di Shep Horgan.
Pinky, che aveva avuto una relazione con Meg alle spalle del marito, dice a quest'ultimo che lei lo tradisce con Jubal. Horgan affronta la moglie chiedendole la verità e Meg gli risponde adirata che non lo ama più, anzi non può proprio più sopportarlo e che ormai ama Jubal e, mentendo, che quest'ultimo le fa la corte. Infuriato, Shep va incontro a Jubal deciso ad ucciderlo, ma quando lo incontra e sta per mettere in atto il suo proposito, Rep lancia una rivoltella a Jubal, che si difende uccidendo Shep Horgan.
Pinky ci riprova con Meg, ed al suo rifiuto la picchia selvaggiamente, poi chiama a raccolta gli altri contro Jubal, convincendoli che questi, dopo aver portato via la moglie a Shep, lo ha ucciso. Tuttavia il gruppo raccoglie la testimonianza in articulo mortis di Meg, che rivela come le accuse lanciate contro Jubal fossero false e che lei è stata picchiata a morte da Pinky. Questi viene circondato dai cowboy, mentre Jubal se ne va insieme a Naomi ed a Rep.